# Julio Álvarez del Vayo
Julio Álvarez del Vayo y Olloqui (Villaviciosa de Odón, 9 février 1891 - Genève, 3 mai 1975) est un homme politique, avocat, journaliste et diplomate espagnol, membre du Parti socialiste ouvrier espagnol (PSOE); ministre des Affaires étrangères pendant la guerre civile espagnole. Expulsé du PSOE,, à cause de sa radicalisation, il fonde quelque temps après le groupe armé Front révolutionnaire antifasciste et patriote (FRAP).